# Indigofera aralensis
Indigofera aralensis är en ärtväxtart som beskrevs av François Gagnepain. Indigofera aralensis ingår i släktet indigosläktet, och familjen ärtväxter. Inga underarter finns listade i Catalogue of Life.